# 대한민국의 성소수자 역사
대한민국의 성소수자 역사는 성소수자 인권 운동이 본격적으로 시작한 1990년대를 기점으로 하지만, 고문헌과 사료 등을 통해 과거 역사에 여러 성소수자 사례가 존재했음을 알 수 있다.

## 대한민국 정부 수립 이전

### 신라 시대
| “ | 왕이 여자로서 남자가 되었으므로 어렸을 때 항상 여자의 놀이를 하였다 하니, 우습도다! | ” |
|   | — 안정복 , 동사강목 제 3권                                                          |   |

삼국유사에는 신라의 제36대 국왕 혜공왕이 여자 모습을 하기를 좋아하고 '도사와 함께 희롱'하였다는 대목이 있다. 이를 동성애로 볼 수도 있지만, 한편으로는 '경덕왕이 원래 딸로 태어나야 했을 아이를 억지로 아들로 만들게 하여 혜공왕이 태어났다'는 앞 대목의 기록을 볼 때 트랜스젠더의 사례로 해석할 수도 있다.

### 고려 시대
고려 목종이 동성애였다는 기록이 있다.

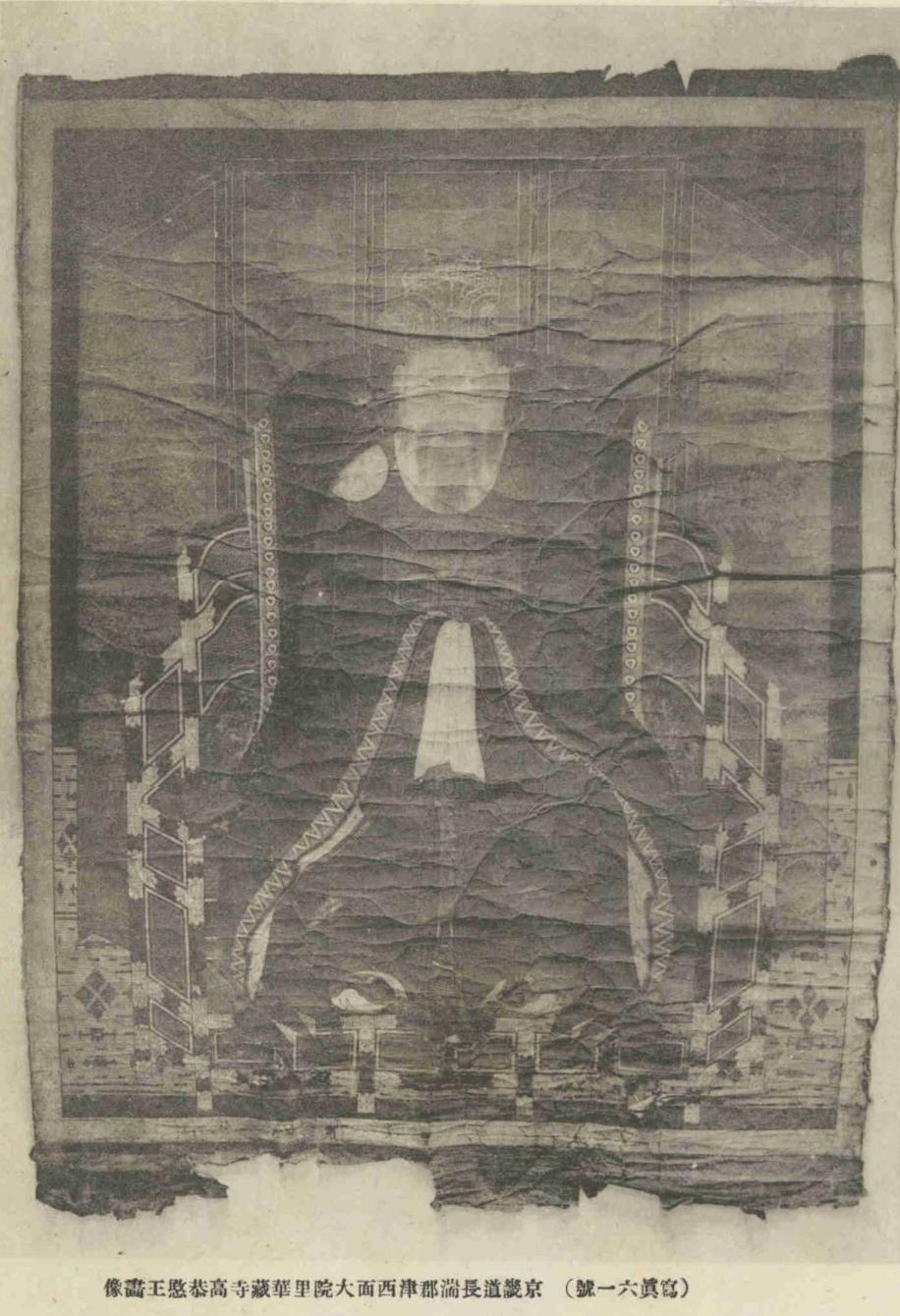
공민왕

노국대장공주가 난산으로 사망하고 신돈을 통한 개혁이 실패한 이후, 고려 공민왕은 향락에 집착하게 된다. 1372년 음력 10월 1일 특수기구 자제위를 설치 한 공민왕은, 그 동성애 상대자였다고 알려진 대언 김흥경을 자제위 총괄 직책에 임명한다.
자제위는 고위 관직자의 자제 중 미소년들로 구성되었다. 이들은 주로 왕의 좌우에서 시중을 드는 역할을 맡았고, 홍륜, 권진, 한안, 노선, 홍관 등이 왕의 총애를 받았다. 고려사는 자제위가 왕과 더불어 여러 음란행위들을 저질렀다고 기록한다. 이를테면, 왕의 지휘 아래 여러 후궁들을 간하고, 왕은 여자 분장을 하고 있다가 마음이 동하면 홍륜 등과 함께 육체적 관계를 맺는 등이다.
1374년 음력 9월, 공민왕은 만취 상태에서, 환관 최만생에게 익비 한씨가 홍륜과의 관계에서 잉태했다는 보고를 받는다. 왕은 이 사실을 아는 모든 사람들을 죽이겠다고 말하는데, 이에 두려움을 느낀 최만생은 자제위와 함께 모의하여 왕을 시해한다. 이튿날 시해 사실이 발각되었으며, 자제위와 최만생은 처형당한다.

### 조선 시대
순빈 봉씨는 조선 문종의 세자 시절 부인으로,  쫓겨난 휘빈 김씨의 뒤를 이어 1429년 음력 10월 15일 세자빈으로 책봉되었다. 하지만 다혈질적인 봉씨는 문종과 사이가  멀어졌고, 이에 세종은 세자의 후궁으로 권씨(후일의 현덕왕후), 홍씨, 정씨를 봉하게 된다. 이중 권씨가 임신(경혜공주)하자, 위기감을 느낀 봉씨는 거짓으로 임신 소동을 일으키고, 외간 남자를 엿보며, 아침부터 술에 만취해 폭언을 하는 등 난행을 일삼게 된다. 하지만 이미 휘빈 김씨를 폐출한 경험이 있는 세종은 세자빈 문제에 소극적인 태도를 보이고, 왕비 소헌왕후 심씨와 함께 타이르는 선에서 일을 마무리하게 된다. 하지만 세자빈의 동성애 행동은 계속되었고, 마침내는 빈궁의 궁녀인 소쌍과 동침하는 사태까지 벌어진다. 이 소문이 궁녀들 사이를 떠돌다가 세종에게까지 알려지고, 원래 궐내 시녀간의 동성애 사실을 알고 있었고 이를 곤장 70대로 엄히 다스리던 세종은 격분하여 1436년 음력 10월 26일 세자빈 봉씨를 폐서인하고 같은 해 음력 12월 28일에 유일하게 문종의 자식을 낳은 권씨를 의빈에 봉하니 이가 곧 현덕왕후가 된다.

## 대한민국 정부 수립 이후
1955년 8월 13일 서울적십자병원에서 남성으로 태어난 조기철에게 한국 최초의 성전환 수술이 이루어졌다. 같은해 9월 30일에는 서울 경전병원 산부인과에서 경기도 화성군 우정면 석천리 출신 백기화(白基花)가 성전환 수술을 받고 여성이 되었다. 백기화는 내성기는 여성이었지만 남성호르몬이 과다 분비되어 남성의 외성기를 갖고 태어났지만 여성이라는 사실을 알고 수술을 받았다.
한국의 경우 80년대 외국의 에이즈 위기와 남성 동성애자의 원인설이 유입되면서 정체성으로 가시화되었다. 그동안 한국 사회에서 성소수자의 이미지나 대중적 인식은 남성 동성애자로 대표되었다고 볼 수 있다. 남성 동성애자의 경우 종로나 이태원 등의 지역에서 클럽이나 바를 중심으로 하위문화가 형성되어 있으며, 지역 경제에서는 무시하기 어려운 영향력을 가지고 있다. 여성 동성애자의 경우 여성주의 운동, 담론과 관련을 맺으며 운동 사회에 활발히 주체화되고 있으나 사회적 영향력도 크지 않고 사회경제적 지위도 낮았다.

### 1990년대
1993년 대한민국 최초의 동성애자 인권모임인 초동회가 결성되었으나, 1994년 초동회에서 남성 동성애자 인권단체인 친구사이와 여성 동성애자 인권단체인 끼리끼리로 분리되었다.
PC 통신 내 동성애자 모임들이 활성화되기 시작했으며, 1995년 친구사이에서 활동하던 사람들이 각 대학을 중심으로 동성애자 모임들을 조직하기 시작하여 성소수자 인권운동 단체들이 생겨나게 되었다.
90년대 후반에 들어서 여성 동성애자들이 사회적으로 의미있는 커밍아웃을 하기 시작했다. 1997년 첫 서울퀴어영화제와 대규모 성소수자 집회가 열렸다. 현재의 동성애자인권연대의 전신인 대학동성애자인권연합이 결성되었다.

### 2000년대
배우 홍석천이 2000년에 공개적으로 커밍아웃하여 사회에 많은 논란을 일으키며 본격적으로 사회의 동성애자에 대한 관심이 증가하였다. 같은 해 제 1회 퀴어문화축제가 대학로에서 개최되었다. 2001년 대한민국 최초의 성전환 연예인인 하리수가 데뷔하여 대한민국에서 성전환에 대한 논의가 활발해졌다. 대한민국 국회에서 성적 지향이란 단어가 최초로 포함된 국내법 국가인권위원회법이 제정되었다. 2001년부터 2003년까지 인터넷 공간에서 성소수자 사이트들을 검열하고 유해 사이트로 취급하던 정보통신윤리위원회에 항의하는 표시로 동성애자 웹 커뮤니티인 엑스존이 자진 폐쇄하는 사건이 발생하였다. 정보통신윤리위원회는 2004년 국가인권위원회의 권고를 받아들여, 청소년보호법 시행령에 동성애 차별 조항을 삭제하고 성소수자 사이트들에 대한 검열 등을 중단하였다. 민주노동당이 대한민국 정당 중 처음으로 성소수자위원회를 설치하였다.
2006년, 성전환자 성별변경 법제정을 위한 공동연대가 발족되었다. 여러 인권 단체들이 성전환자의 성별 변경을 위한 법을 입법하기 위해 많은 사회적 노력을 하였고, 결국 대법원은 성기 성형을 한 성전환자에 한해 성별정정을 허가하는 판결을 내렸다. 2007년 10월 법무부에서 성적지향을 비롯, 성별과 장애, 나이, 인종, 종교 등을 이유로 생활의 모든 영역에 있어서 합리적인 이유 없는 차별을 금지하기 위한 차별금지법 입법을 예고하였으나, 근본주의 개신교 단체와 재계의 반발로 인하여 결국 무산되었다. 대한민국 제 18대 총선에서 최초로 공개적 커밍아웃한 레즈비언 정치인인 최현숙이 종로를 지역구로 출마하였으나 낙선하였다. 성소수자 인권 단체들은 2008년에 성소수자인권단체연대체인 성소수자 차별반대 무지개 행동을 결성하고 첫 LGBT 인권포럼을 개최하였다. 2009년에는 서울을 제외한 지역에선 대구에서 최초로 퀴어문화축제가 열렸다.

### 2010년대

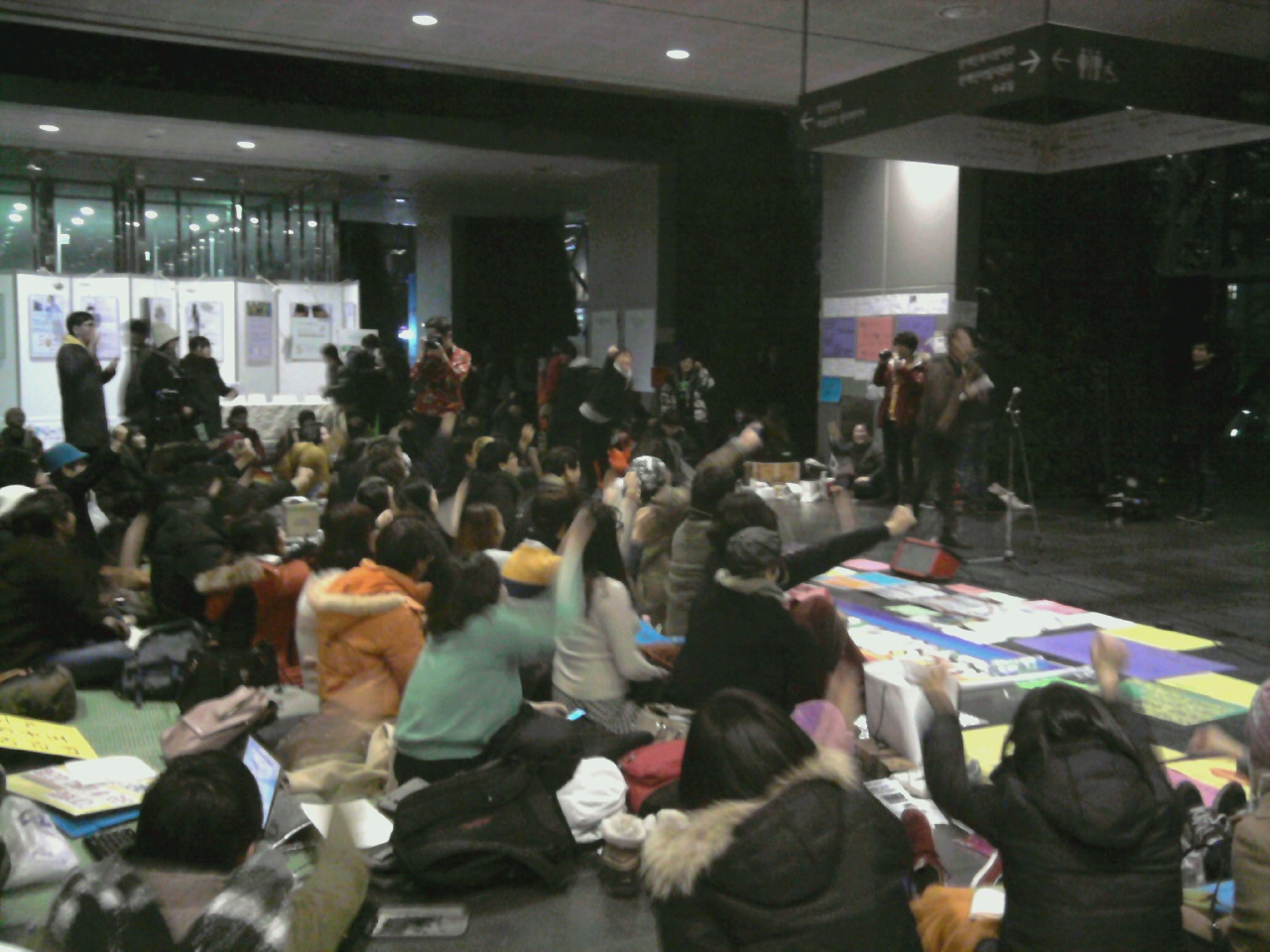
2014년 12월 8일, 서울시청 1층 로비에서 성소수자들이 서울시민인권헌장의 폐기를 항의하며 연좌시위를 벌이고 있다.

2010년 대한민국의 지상파 방송사 SBS에서 황금시간대에 최초로 게이 커플이 등장하는 텔레비전 드라마 인생은 아름다워를 약 8개월간 방영하였다. 각 지역의 교육청들은 2011년 경기도를 시작으로 학생인권조례를 공포하기 시작하였다. 서울과 경기도 등 몇몇 지역의 학생인권조례에는 성적지향도 포함되는 등, 성소수자 학생의 인권을 보호하기 위한 장치가 도입되었다. 2012년 한 성소수자 인권 단체가 LGBT 운동을 위한 현수막을 게시하려고 하였으나 서울시 마포구가 불허하는 사건이 발생하였다. 결국 국가인권위원회에 성소수자 단체가 진정을 내, 마포구에 성소수자 차별 정책을 시정하라는 권고를 이끌어냈다. 2013년이 되어 대법원은 2006년의 판결에서 더 나아가 트랜스남성에게 성기 성형 없이도 성별을 정정해주는 판결을 내렸다.
대법원은 2013년 20대 초반 남성들의 동성애를 다룬 “친구사이?”라는 영화가 성인등급으로 분류된 사안과 관련해 동성애를 유해한 것으로 취급하여 그에 관한 정보의 생산과 유포를 규제하는 경우 성적 소수자인 동성애자들의 인격권·행복추구권에 속하는 성적 자기결정권 및 알 권리, 표현의 자유, 평등권 등 헌법상 기본권을 지나치게 제한할 우려가 있는 점 등을 종합하여, 이 사건 영화는 ‘청소년 관람불가’의 등급분류기준에 해당한다고 보기 어렵다“고 판시하여 동성애 자체만으로 청소년에게 유해하다거나 문제가 있다고 볼수 없다고 판시한바 있다.
2015년에는 서울대학교 학생회장과 고려대 동아리연합회 부회장에 커밍아웃한 레즈비언이 당선되는 등 성소수자에 대한 지지 움직임이 커지고 있다. 2017년에는 청주지법 영동지원에서 외부 성기를 재구성하지 않은채 고환을 적출한 트랜스여성에게 성별을 정정해주는 판결을 내렸다.
그러나 메갈리아가 분열되면서 워마드가 등장하는 과정에서 트랜스젠더에 대한 혐오 성향인 TERF가 등장하여 트랜스젠더에 대한 반대가 세력화되었다. 반대로 트랜스젠더를 지지하는 인권 단체도 조직되었다.

### 2020년대
2020년에는 변희수 하사가 군 복무 중 여성화 성전환 수술을 받은 뒤 귀국했으나 강제 전역을 당했다. 변 하사는 성별 정정이 된 상태에서 인사 소청을 넣었으나 패하여 행정소송을 제기했다. 
또한 트랜스여성이 숙명여자대학교에 합격했다가 TERF 페미니스트의 반대로 입학을 포기하는 사건이 발생했다.
이 해에 임푸른과 김기홍이 비례대표 국회의원 선거에 출마했으나 김기홍은 과거 발언 논란으로 사퇴하였다.
이태원 클럽에서 코로나바이러스감염증-19가 유행하는 사건도 생겼다.
2021년 초에는 정치인 김기홍 (1983년)과 변희수 하사가 스스로 목숨을 끊었다. 그해 말 변희수 하사가 전역 취소소송 1심에서 승소했다.

## 정치
2007년 5월 이명박 대통령은 한나라당 대통령 후보시절, "내가 개신교 장로이기 이전에, 인간은 남녀가 결합해서 서로 사는 것이 정상이다. 그래서 동성애는 반대입장"이라며 동성애 반대 발언을 했으며, 이에 대한 항의로서 한국의 대표적인 동성애자클럽인 친구사이는 사이버시위를 하기도 했다.
2012년 당시 민주당 소속이였던 김진표 국회의원은 개신교계와의 만남에서 "앞으로도 동성애·동성혼을 허용하는 법률이 제정되지 않도록 모든 노력을 다할 것을 약속한다"라고 발언하였으며, 2016년에는 새누리당 소속의 이혜훈 전 국회의원이 한국장로교총연합회 신년하례회에서 정교분리는 없어져야 하며, 동성애자가 에이즈의 주 매개체라고 주장한 뒤 차별금지법을 반대한다고 발언했다.
한국의 동성애자들은 자신을 '이반'이라고 지칭한다. '일반'적인 사람들과 자신들이 다름을 나타내는 은어로 사용되다 최근 여러 곳에서 동성애들을 표현하는 언어로 확산되었다.

### 정당
동성애자들의 인권을 위해 2000년 국내 정당들 중에선 최초로 민주노동당이 성소수자위원회를 설립했다. 민주노동당의 성소수자위원회는 2004년, 헌혈 전 실시하는 문진에서 에이즈 감염 가능성을 확인하기 위해 ‘동성과의 성 접촉 여부’를 묻는 것은 평등권을 침해하는 것이라고 해 동성애자의 인권을 위한 노력이 활발히 진행되고 있다는 것을 보여줬다. 또한 민주노동당 여기동 성소수자위원장과 곽정숙 당선자, 이정희 당선자는 5월 17일 국제 동성애 혐오 반대의 날을 맞아 국회 정론관에서 열린 기자회견장에서 동성애 혐오에 반대하는 성명을 내놓았다.
구 민주노동당이 국민참여당등과 함께 통합진보당으로 합당되면서 통합진보당 성소수자위원회가 구성되었으나, 통합진보당의 분당 이후 '정의당 레인보우'라는 이름의 성소수자 당원 모임을 거쳐 현재는 '정의당 성소수자위원회'가 구성되어 있다. 이 외에 녹색당과 노동당, 민중연합당, 새민중정당에서도 성소수자 권리를 공개적으로 지지하고 있다.

### 성소수자 인권단체
최초의 대한민국 성소수자 인권단체는 1993년 게이, 레즈비언들이 함께 결성한 초동회이다. 초동회는 두 달 뒤 게이, 레즈비언들이 분리해 각각 친구사이와 끼리끼리로 이어졌다. 이 중 끼리끼리는 2005년 레즈비언 상담소로 전환되었다.
한편, 주요 대학들 내에서도 성소수자 인권운동에 대한 인식이 생겨나기 시작했는데, 가장 먼저 탄생한 대학 성소수자 모임은 1995년 결성된 연세대학교 컴투게더이다. 컴투게더를 시작으로 서울대학교 마음001(現 큐이즈), 고려대학교 사람과 사람 등이 만들어졌고 대학 내에도 성소수자가 있음을 알리기 시작하였다. 1997년 말에는 대학 성소수자 모임들이 모여 대학동성애자인권연합(대동연)을 출범시켰다. 이 단체가 98년 동성애자인권연대로 이름을 바꾸게 된다.
2013년 현재 활동하고 있는 단체로는 행동하는 성소수자 인권연대, 레즈비언상담소, 한국게이인권운동단체 친구사이, 한국성적소수자문화인권센터 등이 있다. 또한 성소수자 인권단체들의 연대체로 무지개행동이 있다. 대학성소수자모임연대 QUV, 서울대학교와 연세대학교, 고려대학교, 이화여자대학교 등 여러 대학을 비롯, '차별 없는 사회를 실현하는 대학생 네트워크 [결]'와 같은 대학생 성소수자 모임이 존재한다.

## 같이 보기
- 대한민국의 성소수자 권리
- 대한민국의 성소수자 목록
- 동성애